# Габлия, Варлам Алексеевич
Варла́м Алексе́евич Га́блия (12 ноября 1902 года — 28 декабря 1982 года) — командир миномётного расчёта 144-го батальона морской пехоты 83-й морской стрелковой бригады 46-й армии 2-го Украинского фронта, старший сержант, Герой Советского Союза (1946).

## Биография
Родился в селе Тамыш (ныне Очамчирский район, Республика Абхазия). По национальности — абхаз. Образование среднее. До службы в армии работал в совхозе. Член КПСС с 1942 года. На службе в рядах Красной Армии с августа 1941 года. Ранее был наводчиком миномёта, затем стал командиром миномётного расчёта бригады морской пехоты. Воевал на Южном, Северо-Кавказском, Закавказском, снова Северо-Кавказском, 4-м и 3-м Украинских фронтах.
В марте 1945 года командир миномётного расчёта старший сержант Габлия под городом Эстергом (Венгрия) четверо суток вёл бой в составе батальона в отрыве от главных сил бригады. Миномётчики уничтожили большое количество живой силы противника. Был тяжело ранен, но с поля боя не ушёл.
Демобилизовался в июне 1945 года. После демобилизации жил в городе Очамчира.
Умер 28 декабря 1982 года.

## Герой Советского Союза
Указом Президиума Верховного Совета СССР от 15 мая 1946 года за образцовое выполнение боевых заданий командования на фронте борьбы с немецко-фашистскими захватчиками и проявленные при этом мужество и героизм старшему сержанту Габлия Варламу Алексеевичу присвоено звание Героя Советского Союза с вручением ордена Ленина и медали «Золотая Звезда» (№ 8152).

## Награды
- Орден Ленина (15 мая 1946 года);
- орден Отечественной войны I степени (6 апреля 1985 года);
- орден Отечественной войны II степени (27 мая 1944 года);
- орден Красной Звезды (6 марта 1945 года);
- Медаль «За отвагу» (дважды, 3 мая 1944 года; 17 октября 1944 года);
- другими медалями.